# Estació de Canyamelar
L'estació de Canyamelar és una estació de ferrocarril localitzada al barri del Cabanyal-Canyamelar (districte dels Poblats Marítims) de València i que forma part de les línia 6 de l'operador Metrovalència. L'estació pertany a la zona tarifària A de Ferrocarrils de la Generalitat Valenciana (FGV) i l'Autoritat de Transport Metropolità de València (ATMV). L'adreça oficial de l'estació és el carrer de la Font Podrida, sense número.

## Història

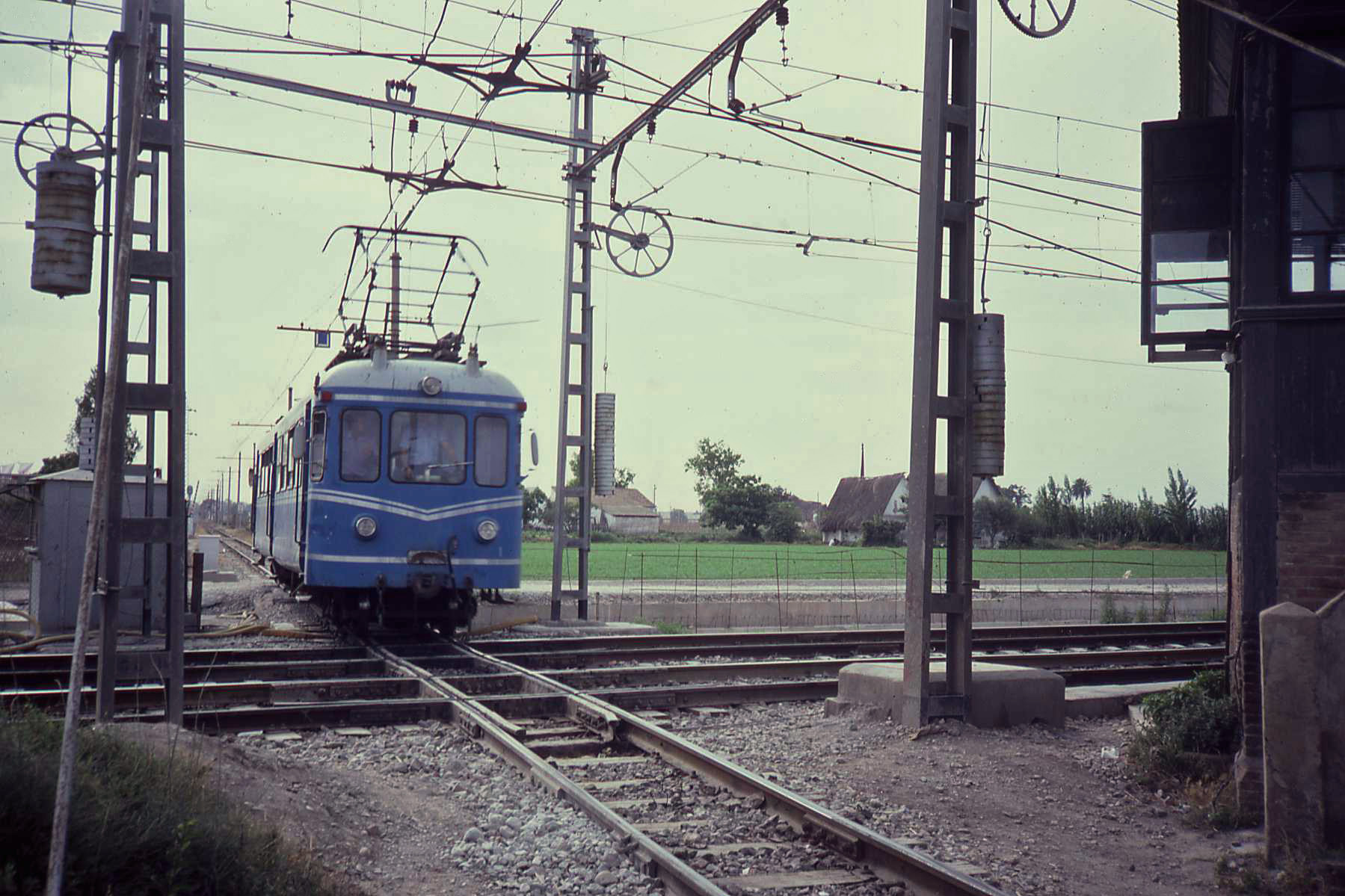
Antiga línia al Grau de CTFV/FEVE

Tot i ser de moderna creació, l'estació es troba prop de l'antiga línia d'ample mètric de la Companyia de Tramvies i Ferrocarrils de València (CTFV) al Grau de València, desmantellada el 1990.
L'estació fou inaugurada amb el nom de Mediterrani el 27 de setembre de 2007 amb la posada en marxa de la línia 6 de Metrovalència, que connecta Torrefiel amb el Grau. L'any 2021, FGV canvià el nom de 23 estacions; entre d'elles, "Mediterrani", que passà a dir-se "Canyamelar", com el barri on s'hi troba.

## Distribució
La morfologia de l'estació, en superfície, és de dues vies paral·leles amb dues andanes a cada banda, també paral·leles. Les andanes no compten amb mampares de seguretat. Com a cada estació, a les andanes s'hi troba una xicoteta zona d'espera per a viatjers abillada amb bancs i màquines de venta de bitllets. L'estació està preparada per al servici a persones invidents, sordes i discapacitades físiques.
L'estació és de lliure accés en ser en superfície. S'hi troba localitzada a la part inicial del carrer de la Font Podrida, prop del carrer del Doctor Lluch. L'estació connecta amb les línies d'autobús urbà de l'Empresa Municipal de Transports de València (EMT).

### Línies
| Procedència/Destinació | <                 | Línia | >              | Procedència/Destinació |
| ---------------------- | ----------------- | ----- | -------------- | ---------------------- |
| Tossal del Rei         | Platja les Arenes |       | Grau La Marina | Marítim                |